# 谷哲二郎
谷 哲二郎（たに てつじろう、1949年8月7日 - 2011年5月24日）は、日本の実業家。JR東日本代表取締役副社長、株式会社ルミネ代表取締役社長などを歴任したが、社長在任中に自殺した。

## 来歴・人物
東京都出身。福岡市に単身赴任中の父に薦められ、東京から珍しく修猷館高校に通うため中学3年から父がいた福岡に移り、1965年に福岡市立百道中学校を卒業後、福岡県立修猷館高等学校卒業。1972年東京大学法学部を卒業し日本国有鉄道に入社。給料は安いが潰れないと考え国鉄を選んだという。
JR東日本財務部長、同社総務部長などの要職を歴任後、JR東日本代表取締役副社長に就任。
2009年6月には株式会社ルミネに出向、代表取締役社長に就任。同年8月に初の男性専門店舗「ルミネマン」（東京・渋谷）をオープン。
2011年5月24日、東京都葛飾区西新小岩の河川敷で首をつっているのが発見され、搬送先の病院で死亡が確認された。61歳没。

## 経歴
- 1949年 東京都出身
- 1972年 東京大学法学部卒業、日本国有鉄道入社
- 1986年 日本国有鉄道 経理局主計課補佐
- 1987年 東日本旅客鉄道株式会社 東京圏運行本部高崎運行部次長
- 1988年 東日本旅客鉄道株式会社 鉄道事業本部営業部企画課長
- 1991年 東日本旅客鉄道株式会社 東京地域本社総務部長
- 1995年 東日本旅客鉄道株式会社 財務部長
- 1998年 東日本旅客鉄道株式会社 総務部長
- 2000年 東日本旅客鉄道株式会社 取締役総務部長
- 2002年 東日本旅客鉄道株式会社 常務取締役総務部長
- 2003年 東日本旅客鉄道株式会社 常務取締役（広報部担当・法務部担当・総務部担当）
- 2006年 東日本旅客鉄道株式会社 代表取締役副社長 総合企画本部長、ジェイアールグループ健康保険組合 理事長[4]
- 2009年 株式会社ルミネ代表取締役社長
- 2011年 縊死